# Hästlidtjärnen (Fredrika socken, Lappland)
Hästlidtjärnen är en sjö i Åsele kommun i Lappland och ingår i Lögdeälvens huvudavrinningsområde. Hästlidtjärnen ligger i Lögdeälven Natura 2000-område.